# Овідіу-Дору Фойшор
Овідіу-Дору Фойшор (рум. Ovidiu-Doru Foișor; нар. 6 квітня 1959) – румунський гравець і шаховий тренер (Тренер ФІДЕ від 2013 року), міжнародний майстер від 1982 року.

## Шахова кар'єра
У 1980-х роках належав до когорти провідних румунських шахістів. Неодноразово брав участь у фіналі чемпіонату країни, тричі вигравши медалі: золоту (1982), срібну (1985) і бронзову (1987). Неодноразово представляв Румунію на командних змаганнях, зокрема: двічі на шахових олімпіадах (1982, 1988) і шість разів на BŁĄD; шестиразовий призер: в командному заліку – шість разів бронзовий (1979, 1982, 1983, 1986, 1988, 1992).
У 1976-1978 роках кілька разів представляв Румунію на чемпіонаті світу та Європи серед юніорів, найкращий результат показавши на перетині 1977 і 1978 років у Гронінгені, де на чемпіонаті Європи серед юніорів до 20 років посів 4-те місце, позаду Шоном Толбутом, Сергієм Долматовим і Крумом Георгієвим.
Неодноразово брав участь у міжнародних турнірах, досягнувши успіхів, зокрема, в таких містах, як:
- Тімішоара (1987, поділив 1-місце разом з Міхаєм Шубою, Флоріном Георгіу і Валентином Стойкою),
- Москва (1987, турнір B, 4-те місце позаду Григорія Кайданова, Євгена Пігусова і Олексія Вижманавіна, перед, зокрема, Євгеном Свєшніковим, Вішванатаном Анандом і Олександром Халіфманом),
- Олот (1992, поділив 1-ше місце разом з Ніно Кіровим і Богданом Лалічем),
- Цвайсіммен (1993, поділив 1-місце разом з Ельяху Швідлером),
- Сарагоса (1997, поділив 2-ге місце позаду Алекси Стриковича, разом із, зокрема, Давором Комлєновичем),
- Нерето (2001, поділив 1-ше місце разом з Белою Бадя),
- Кліши (2002, посів 1-ше місце),
- Гренобль – двічі (2003, посів 1-ше місце і 2006, посів 2-ге місце позаду Тимура Асанова),
- Віллар-де-Лан (2006, посів 1-ше місце),
- Губен (2006, поділив 1-ше місце),
- Канни (2007, поділив 1-місце разом з Робертом Зелчичем, Марином Босіочичем і Небойшою Никцевичем),
- Льєж (2008, поділив 1-місце разом із, зокрема, Крістіною Аделою Фойшор і Сабіною-Франческою Фойшор),
- Лозанна (2008, поділив 2-ге місце позаду Олександра Дгебуадзе, разом із, зокрема, Геннадієм Гінсбургом, Намігом Гулієвим і Себастьяном Феллером).

Найвищий рейтинг Ело в кар'єрі мав станом на 1 січня 1987 року, досягнувши 2495 очок займав тоді 4-те місце (позаду Міхая Шуби, Флоріна Георгіу і Константіна Іонеску) серед румунських шахістів.
У 2000-2006 роках чотири рази був капітаном жіночої команди Румунії на шахових олімпіадах. Також обіймав цю посаду на командних чемпіонатах Європи 2001 і 2005 років.

## Особисте життя
Дружина Овідіу-Дору Фойшора - провідна румунська шахістка, гросмейстер серед жінок, Крістіна Адела Фойшор (нар. 1967). Відомими шахістками також є їхні дві дочки, Сабіна-Франческа (нар. 1989, гросмейстер серед жінок, від 2008 року представниця США) і Міхаела-Вероніка (нар. 1994, міжнародний майстер серед жінок).